# Fósforo (utensilio)

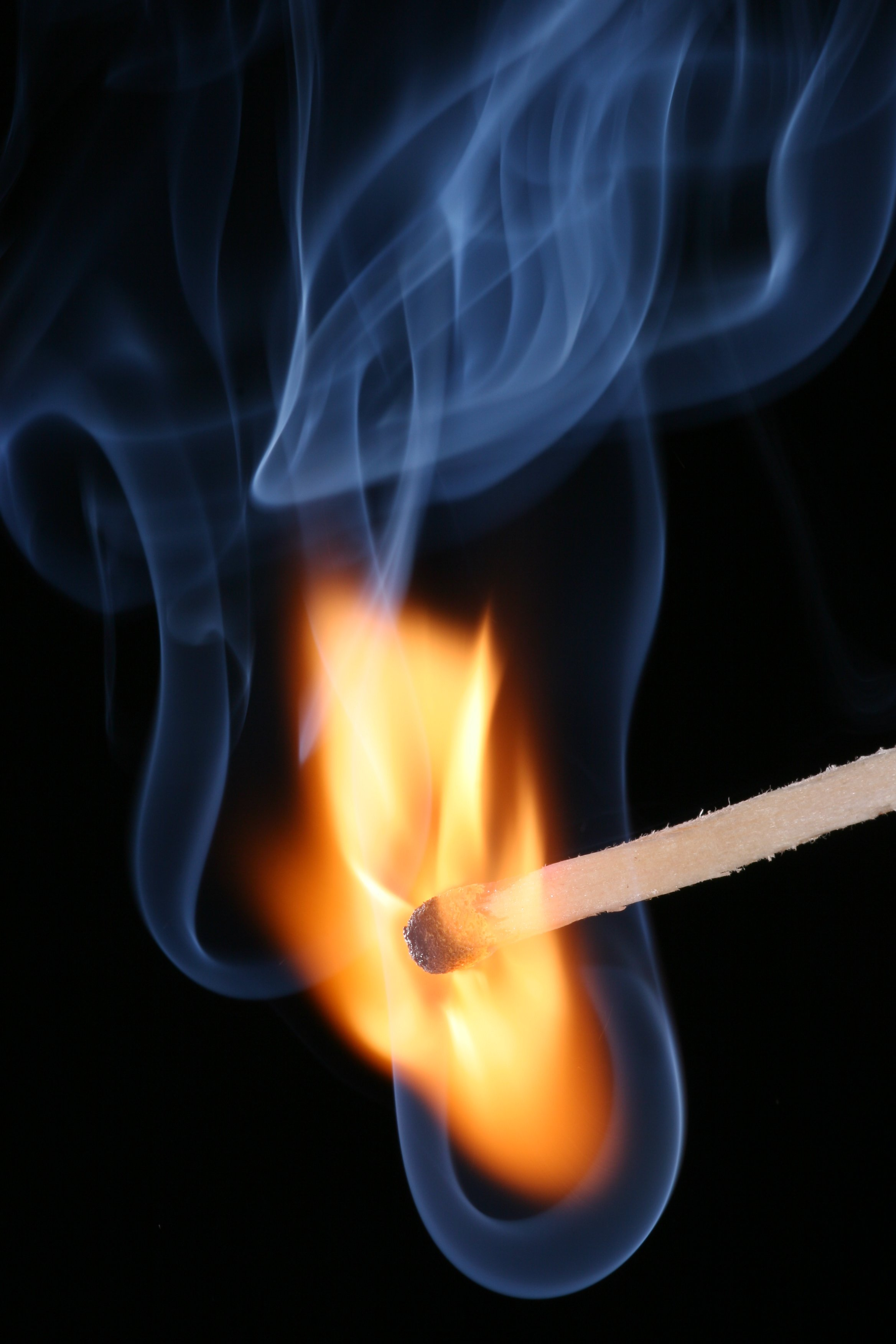
Un fósforo corriente

Un fósforo (en griego, φωσφόρος, lit. ‘portador de luz’), cerilla, cerillo, misto, mixto, o velilla, es un utensilio fungible, consistente en una varilla de material combustible con un extremo (llamado cabeza) recubierto por una sustancia tal que, al frotar la cabeza contra una superficie rugosa adecuada, el calor producido por la fricción hace llegar la cabeza a la temperatura de ignición y esta se enciende. Es uno de los principales inventos de la historia, ya que permitió al ser humano obtener fuego de manera instantánea.

## Tipos
El principio de encendido consiste en llegar a la temperatura de ignición, mediante una fricción que produce calor, para generar la reacción de reducción-oxidación e inflamar el combustible que forma la cabeza, combustión de poca duración que se mantiene después en el soporte.
Los tipos dependen, bien de la composición de la cabeza (material de encendido), bien de la composición del soporte o vástago (material de mantenimiento).

### Cabeza
Los fósforos modernos, según la composición de la cabeza, pueden ser de dos tipos: 
- Integral (también llamados lucifer): Encienden por fricción contra cualquier superficie rugosa. Contienen un compuesto de fósforo en la cabeza; de ahí su nombre.
- De seguridad: Solo encienden al frotarlos contra su propio rascador, que es donde en realidad se encuentra el fósforo. Se evita así el peligro de ignición espontánea por frotamiento entre las cabezas de los fósforos dentro de su caja.

### Soporte
La cabeza del fósforo tiene un soporte o vástago para permitir su manejo. Según la composición del vástago han existido varios tipos de cerillas: las esteáricas, las de papel o de cartón y las de madera.
Lo más frecuente es que sea un palito de madera de sección cuadrada. A lo largo del tiempo se han utilizado otros materiales, como una serie de hebras de algodón o un papel plegado fijados con cera (de ahí el nombre de cerillas o cerillos), o un cartón empapado, que se ha utilizado mucho en los fósforos llamados de carterilla. 
Algunas compañías productoras de fósforos los fabrican con un soporte cuyo largo duplica el de un fósforo normal. Estos fósforos, llamados «extragrandes», sirven para encender fuegos que requieren cierto tiempo para empezar a arder convenientemente (chimeneas-hogar, barbacoas, cigarros puros, ...). También tienen la ventaja de que, al prolongar el tiempo que pueden permanecer encendidos, reducen el riesgo de sufrir quemaduras leves o roces en los dedos de personas que están aprendiendo a usar fósforos, ya que, al ser muy largos, distancian los dedos del lugar donde se produce la combustión de la cabeza del fósforo en sí.

## Historia

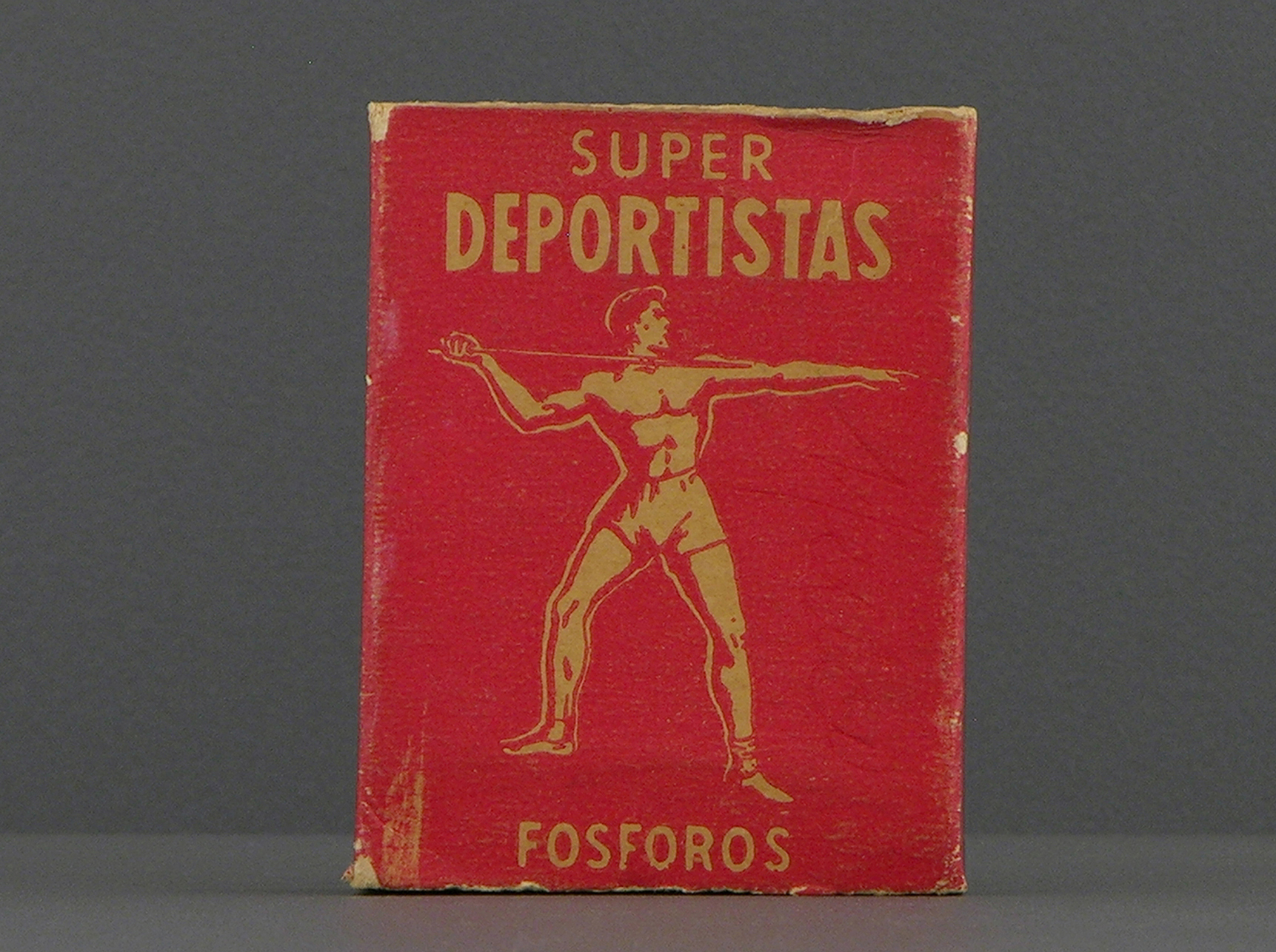
Carterilla de cerillas «Super Deportistas» de México (mediados del s. XX), de la colección permanente del Museo del Objeto del Objeto (MODO)

### Antecedentes
En China se utilizaban cerillas desde al menos el siglo X d. C. Eran palitos de pino impregnados de azufre. Es probable que algún viajero las llevase consigo a Europa en la época de Marco Polo.
En 1669 Hennig Brandt, un alquimista de Hamburgo, aisló el elemento fósforo. En 1680, a Robert Boyle se le ocurrió revestir de fósforo un pequeño pedazo de papel y poner azufre a la punta de una astilla de madera, que al ser frotada contra el papel, se encendía.
El primer fósforo moderno autocombustible lo inventó K. Chancel, ayudante del profesor Louis Jacques Thénard, en París en 1805. La cabeza del fósforo era una mezcla de clorato de potasio, azufre, azúcar y goma. Se encendía sumergiendo el extremo con esta mezcla en un recipiente con ácido sulfúrico. Nunca llegó a popularizarse por su alto coste y peligrosidad.
En 1817, un químico francés  demostró ante sus colegas de la universidad las propiedades de su «cerilla etérea», que consistía en una tira de papel tratada con un compuesto de fósforo, que ardía al ser expuesta al aire. El papel combustible se encerraba herméticamente en un tubo de cristal al vacío. Para encenderla, se rompía el cristal y, apresuradamente, se aprovechaba el fuego, puesto que la tira de papel ardía solo unos instantes.

### Fósforo de fricción
Un día de 1827, el farmacéutico John Walker se encontraba en su laboratorio intentando crear un nuevo explosivo. Al remover una mezcla de productos químicos con un palito, observó que en el extremo de este se había secado una gota en forma de lágrima. Para eliminarla, la frotó contra el suelo del laboratorio, provocando que se encendiera. Así fue inventada la cerilla de fricción. Walker escribió luego que la gota en el extremo del palito contenía sulfuro de antimonio, clorato de potasio, goma y almidón. Las vendió bajo el nombre "congreves", en alusión al cohete Congreve, sin patentarlas, pero el invento fue patentado por Samuel Jones y comercializado con el nombre de "lucifers". Estos fósforos presentaban una serie de problemas: el olor era desagradable, la llama era inestable y la reacción inicial era sorprendentemente violenta, casi explosiva, en ocasiones lanzando chispas a una distancia considerable.
En 1830, el químico francés Charles Sauria añadió fósforo blanco para quitar el mal olor. En cada caja de cerillas, que debía ser hermética, había suficiente fósforo blanco como para matar a una persona, y los obreros involucrados en su fabricación sufrieron necrosis de los huesos de la mandíbula (fosfonecrosis) y otras enfermedades óseas debidas a la inhalación de los vapores del fósforo blanco, lo que provocó una campaña para prohibir su fabricación.
En 1836, el estudiante de química húngaro János Irinyi sustituyó el clorato de potasio por dióxido de plomo. Las cerillas así fabricadas ardían uniformemente; se las llamó cerillas silentes. Irinyi vendió su descubrimiento a István Rómer, húngaro radicado en Viena, quien se hizo rico con la fabricación de estas nuevas cerillas.
Años después, debido a la toxicidad del fósforo blanco, se prohibió por ley el uso de este en la fabricación de cerillas. Finlandia promulgó esta ley en 1872, Dinamarca en 1874, Suecia en 1879, Suiza en 1881 y los Países Bajos en 1901. Gran Bretaña la llevó a cabo en 1910, Estados Unidos aplicó un impuesto especial en 1913, India y Japón lo prohibieron en 1919 y China en 1925.

### Fósforos integrales
Dos químicos franceses, Savene y Cahen, patentaron en 1898 una cerilla a base de sesquisulfuro de fósforo, en lugar de fósforo puro, y clorato de potasio. Esta era capaz de encenderse frotándola contra cualquier superficie rugosa y no era explosiva ni tóxica. En 1899, Albright y Wilson desarrollaron un método seguro de fabricar cantidades industriales de sesquisulfuro de fósforo, y empezaron a venderlo a los grandes fabricantes.

### Fósforos de seguridad
Los fósforos de seguridad fueron un invento del sueco Gustaf Erik Pasch en 1844 y fueron mejorados por John Edvard Lundström una década después.
La seguridad se debe a la sustitución del fósforo blanco por fósforo rojo, y por la separación de los ingredientes: la cabeza de la cerilla se compone de azufre y clorato potásico, mientras que la superficie sobre la que se frota es de vidrio en polvo, cola, fósforo rojo y sulfuro de antimonio. En el momento de frotar ambas, debido al calor de la fricción, parte del fósforo rojo se convierte en fósforo blanco, se enciende y comienza la combustión de la cerilla. 

#### Funcionamiento de los fósforos de seguridad
Las cerillas de seguridad, para poder encenderse, necesitan ser raspadas contra una superficie que contenga fósforo rojo, pues carecen de él.
Para fabricar cerillas de seguridad se utiliza una madera blanca, como, por ejemplo, la del álamo. Las barritas se sumergen en disoluciones de silicato sódico o fosfato amónico o potásico, con objeto de impedir que al arder la cabeza del fósforo, la madera siga quemándose rápidamente por sí sola: esta fase se denomina de impregnación anticombustible.
Luego, se sumerge uno de sus extremos en un baño de parafina para facilitar la inflamación de la cabeza.
Por último, se hace pasar ese mismo extremo por un nuevo baño de una mezcla que consta de una sustancia oxidante (clorato o cromato potásico, dióxido de plomo, bióxido de manganeso, etc.), una sustancia inflamable (azufre o sus derivados, como el sulfuro de antimonio (III)), aditivos especiales para activar el rozamiento (polvo de vidrio, por ejemplo), colorantes y un aglutinante (dextrina, cola, etc.) que mantiene unidos a todos los productos anteriores y también puede servir como soporte de la llama.
El raspador de la cajita donde van las cerillas contiene polvo de vidrio, fósforo rojo, colorantes y material aglutinante. Cuando se enciende una cerilla de seguridad, se produce una reacción en cadena. Al frotar la cabeza contra el raspador, se desprende una cierta cantidad de calor, a causa del rozamiento, y se produce la disociación del agente oxidante, el cual libera oxígeno en su forma atómica; este oxígeno pasa a combinarse con el fósforo del raspador, dando dióxido de fósforo, con lo que se libera más calor, haciendo que el resto del oxígeno reaccione con el azufre de la mezcla. Así, el calor generado de modo mecánico se multiplica muy deprisa y obliga a encenderse a toda la cabeza de la cerilla. Debido a ello, la madera impregnada con parafina se calienta de tal manera, que también llega a encenderse; sin embargo, la impregnación anticombustible que ha recibido la barrita de madera impide que el resto de la misma continúe reaccionando y quemándose rápidamente. 
En el instante de la inflamación, la temperatura llega a alcanzar los 2000 °C.

## Seguridad
El manejo de este tipo de utensilio debe hacerse bajo medidas de seguridad ya que su uso irresponsable puede causar accidentes serios.
- Deben mantenerse fuera del alcance de los niños, a ser posible en estantes o cajones cerrados bajo llave o candado. Muchos incendios de casas de familia se han originado por la costumbre de los niños de jugar con cerillas.
- No deben usarse en lugares donde se almacenen substancias explosivas o inflamables.
- Al terminar de usarlos deben apagarse completamente.
- Debe abstenerse de su uso en caso de que haya escapes de gas.